# British Rail Class 156
British Rail Class 156 — серия пригородных и региональных дизель-поездов, строившаяся в 1987—1989-х годах на предприятии компании «Metro-Cammel» в Бирмингеме. Конструкция имеет ряд общих элементов с BRC 154 и BRC 150. Принадлежит семейству дизель-поездов второго поколения Спринтер, созданному на базе вагонов mark 3.

## Описание
В конце 70-х — начале 80-х годов возникла потребность в замене региональных и пригородных поездов, парк которых состоял из многочисленных дизель-поездов первого поколения и поездов на локомотивной тяге. Предприятие Metro-Cammel создало новый дизель-поезд на основе экспериментального состава BRC 154. Для упрощения производства и эксплуатации были введены серьёзные изменения, а кабина машиниста была унифицирована с производящимся в те годы BRC 150. Длина вагона была увеличена с 20 м до 23 м. Автосцепки позволяют работать по системе многих единиц с другими дизель-поездами семейства Sprinter. Число вагонов в составе 2, но возможна сцепка нескольких составов в зависимости от пассажиропотока.

## Эксплуатация
Первые 100 составов были переданы в Provincial Sector (подразделение British Railways). Позднее 20 из них были перекрашены в цвета нового экспресс-бренда Regional Railways. Следующие 14 составов были переданы в Шотландию оператору SPT. В 1990-х годах планировалось переделать двухвагонные составы в одновагонный BRC 152 с двумя кабинами. Данная схема была реализована на другом поезде — BRC 155, который был переделан в BRC 153. Во второй половине 1990-х годов все составы передали частным операторам, в настоящее время их эксплуатация продолжается.